# Rio Bani
Bani (lit. "rio pequeno" nas línguas mandês) é o principal afluente do Níger no Mali, com comprimento de 370 km.[a] É formado pela confluência do Baulé com o Bagoé a 160 km a leste da capital Bamaco. Flui na direção nordeste e desagua no Níger, perto de Mopti, na pantanosa depressão de Massina. É parcialmente navegável e na zona de savana é feito o cultivo de milhete, arroz, sorgo, e cereais junto as suas margens e a criação de gado.